# Печерна саламандра французька
Печерна саламандра французька  (Speleomantes strinatii) — вид хвостатих земноводних родини Безлегеневі саламандри (Plethodontidae).

## Опис
Тіло завдовжки до 12,3 мм. Голова овальна, кінчик морди заокруглений. Хвіст у поперечному січенні овальний, тоді як тіло — квадратне. Забарвлення тіла мінливе: від світло-коричневого до чорного з смугастим або сітчастим візерунком з червоних, жовтих, сірих або зелених ліній

## Поширення
Вид поширений на південному сході Франції та північному заході Італії. Мешкає у карстових та земляних печерах. На поверхню виходить полювати лише вночі. Наявність водойм у зоні існування не є обов'язковою.